# لويز آدامز
لويز آدامز (بالإنجليزية: Louise Adams)‏ هي كاتبة غنائية أسترالية، ولدت في 17 ديسمبر 1983.

## وصلات خارجية
- الموقع الرسمي